# Большой (городской округ город Михайловка)
Большой — хутор в составе Большовской сельской территории городского округа «город Михайловка» Волгоградской области России.
Население — 1630 (2010) человек.

## География
Хутор расположен в степи, на левом берегу реки Тишанки (правый приток Медведицы). Высота центра населённого пункта около 95 метров над уровнем моря. Рельеф местности равнинный. К юго-востоку от хутора — крупный песчаный массив (имеются песчаный бугры высотой 2-7 метров). Почвы — чернозёмы южные.
Транспорт
Хутор огибает автодорога Даниловка — Михайловка. По автомобильным дорогам расстояние до административного центра городского округа города Михайловки — 26 км, до областного центра города Волгограда — 210 км. В 6 км к юго-западу расположен ближайший населённый пункт хутор Моховский.
Климат
Климат умеренный континентальный (согласно классификации климатов Кёппена — Dfa). Многолетняя норма осадков — 421 мм. Наибольшее количество осадков выпадает в июне — 49 мм, наименьшее в марте — по 22 мм. Среднегодовая температура положительная и составляет + 7,0 °С, средняя температура самого холодного месяца января −9,0 °С, самого жаркого месяца июля +22,4 °С
Часовой пояс
Большой, как и вся Волгоградская область, находится в часовой зоне МСК (московское время). Смещение применяемого времени относительно UTC составляет +3:00.

## Население
| 1859 | 1873 | 1897 | 1915 | 1987  | 2002 |
| ---- | ---- | ---- | ---- | ----- | ---- |
| 74   | 333  | 1366 | 2604 | ≈1700 | 1658 |

## История
По утверждению старожилов, первым на северной стороне реки Тишанки в 1774 году в центральной части нынешнего хутора поселился казак Засыпкин, вблизи которого вскоре поселилось ещё несколько семей. Так образовался хутор Засыпкин. Со временем северная сторона Тишанки стала быстро заселяться, здесь появилось ещё два хутора поменьше. От слияния нескольких хуторов поселение получило наименование «Большой хутор».
Хутор Большой относился к юрту станицы Етеревской Усть-Медведицкого округа Области Войска Донского. В 1859 году на хуторе проживало 35 мужчин и 39 женщин. Население хутора быстро росло: согласно переписи населения 1897 года на хуторе проживало уже 676 мужчин и 690 женщин, из них грамотных: мужчин — 201, женщин — 13.
Официальное издание Войска Донского — «Алфавитный список населённых мест Области Войска Донского 1915 года», под номером 453 показывает Большой хутор Етеревской станицы, при р. Тишанке, число дворов 424, число десятин земельного довольствия 4152, число жителей муж. пола 1314, жен. пола 1290; действовало хуторское правление, Покровская церковь, приходское училище, церковно-приходская школа. Хутор обслуживало Сенновское почтово-телеграфное отделение.
В 1928 году хутор был включён в состав Михайловского района Хопёрского округа (округ упразднён в 1930 году) Нижне-Волжского края (с 1934 года — Сталинградского края, с 1936 года — Сталинградской области).
В 2012 году хутор Большой был включён в состав городского округа город Михайловка.